# Алієва Сакіна Алі-кизи
Сакіна Алі-кизи Алієва (азерб. Səkinə Əli qızı Əliyeva; 1910, Ерівань — 1950, Кіровабад) — радянський азербайджанський виноградар, Герой Соціалістичної Праці (1949).

## Біографія
Народилася у 1910 році в місті Ерівань Еріванської губернії (нині місто Єреван).
У 1944—1950 робоча і ланкова виноградарського радгоспу імені Нізамі міста Кіровабад. У 1948 році отримала урожай винограду 168,7 центнерів з гектара на площі 10,1 гектарів поливних виноградників.
Указом Президії Верховної Ради СРСР від 5 жовтня 1949 року за одержання високих урожаїв винограду в 1948 році Алієвій Сакіні Алі-кизи присвоєно звання Героя Соціалістичної Праці з врученням ордена Леніна і золотої медалі «Серп і Молот».
Активно брала участь у суспільному житті Азербайджану. Член КПРС з 1944 року.
Померла в 1950 році в місті Кировабад Азербайджанської РСР.